# Karl Andersson i Katrineholm
Karl Teodor Andersson (i riksdagen kallad Andersson i Katrineholm), född 15 september 1882 i Mjölby församling, död 2 juni 1932 i Katrineholm, var en lokalredaktör för Östergötlands Folkblad. 
Han var en socialdemokratisk politiker och ledamot av riksdagens andra kammare 1922-1932.